# Cyprinodon inmemoriam
Cyprinodon inmemoriam és una espècie extinta de peix de la família dels ciprinodòntids i de l'ordre dels ciprinodontiformes.

## Morfologia
Els mascles podien assolir els 7,5 cm de longitud total.

## Distribució geogràfica
Es trobava a Nord-amèrica: Mèxic.